# Nastassja Burnett
Nastassja Burnett (nació el 20 de febrero de 1992) es una jugadora de tenis profesional italiana. El 3 de marzo de 2014, alcanzó su puesto más alto en el ranking de la WTA: 121, mientras que su mejor ranking de dobles fue 380 el 14 de noviembre de 2011.

## Títulos ITF

### Individual
| Torneos de $100,000 |
| Torneos de $75,000  |
| Torneos de $50,000  |
| Torneos de $25,000  |
| Torneos de $15,000  |
| Torneos de $10,000  |

| Finals by surface |
| ----------------- |
| Dura (0–0)        |
| Arcilla (5–0)     |
| Césped (0–0)      |

| N.º | Fecha                | Torneo                   | Superficie | Oponentes       | Resultado     |
| --- | -------------------- | ------------------------ | ---------- | --------------- | ------------- |
| 1.  | 20 de marzo de 2011  | Amiens, Francia          | Arcilla    | Paula Kania     | 2-6, 6-1, 6-4 |
| 2.  | 1 de agosto de 2011  | Olomouc, República Checa | Arcilla    | Eva Birnerova   | 6-1, 6-3      |
| 3.  | 8 de agosto de 2011  | Monteroni, Italia        | Arcilla    | Anna Remondina  | 6-3, 7-6(9-7) |
| 4.  | 2 de octubre de 2011 | Madrid 9, España         | Arcilla    | Paula Ormaechea | 6-2, 6-3      |
| 5.  | 19 de abril de 2015  | Pula, Italia             | Arcilla    | Alice Balducci  | 6–2, 6–2      |